# Resonance – Journal of Science Education
Resonance – Journal of Science Education ist eine Fachzeitschrift, die von der Indian Academy of Sciences (IAS) in Kollaboration mit dem Springer-Verlag herausgegeben wird. 

## Geschichte
Die Gründung der Zeitschrift Resonance im Jahr 1996 durch die Indian Academy of Sciences war das Ergebnis einer landesweiten Untersuchung zum Bildungsstand in den Naturwissenschaften. 

## Beschreibung und Inhalte
Die Zeitschrift erscheint monatlich in englischer Sprache. Die online-Version erscheint kontinuierlich. Alle Inhalte sind ab Jahrgang 1 (1996) kostenfrei über die Internetseite des Journals bei der IAS als PDF einsehbar. 
Die Zeitschrift ist auf das naturwissenschaftliche Grundstudium hin ausgerichtet. Zielgruppe sind die Studenten, aber auch die Lehrenden. Ziel ist die Verbesserung des Lernprozesses in den MINT-Fächern und eine Förderung des naturwissenschaftlichen Unterrichts in Indien.
In der Zeitschrift erscheinen Beiträge zur Fachdidaktik in den Fächern Physik, Chemie, Biologie, Mathematik, Informatik und Ingenieurwesen zu Themen, die Studierende oft als schwer verständlich beschreiben. Ein Fokus sind neue methodische Ansätze und Techniken zur Vermittlung von Fachinhalten. Die Zeitschrift legt Wert auf unterschiedliche Präsentationsformate und möchte so Lerner mit verschiedenen Bildungshintergründen erreichen. Ebenso finden sich Informationen und Ankündigungen für Lehrende und Lernende. Als ein Schwerpunkt werden in jeder Ausgabe die Forschungsbeiträge eines namhaften Wissenschaftlers beleuchtet.
Der Chefredakteur der Zeitschrift ist B. Sury vom Indian Statistical Institute (ISI) in Bengaluru.

## Impact Factor
Der Impact Factor von Resonance beträgt laut dem mitherausgebenden Springer-Verlag 0,5 für das Jahr 2022, im Fünfjahresmittel lag er ebenfalls bei 0,5.

## Chefredakteure von Resonance
- B. Sury (2021– )
- N. Sathyamurthy (2018–2020)
- Rajaram Nityananda (2014–2017)
- K. L. Sebastian (2012–2014)
- S. Mahadevan (2006–2011)
- M. K. Chandrashekaran (2003–2005)
- V. Rajaraman (2001–2002)
- N. Mukunda (1996–2000)